# Даль Молин, Джузеппе
Джузе́ппе Даль Моли́н (итал. Giuseppe Dal Molin) — итальянский кёрлингист.
В составе мужской сборной Италии участник семи чемпионатов мира (лучший результат — пятое место в 1976) и пяти чемпионатов Европы (лучший результат — бронзовые призёры в 1979).
Играл в основном на позиции четвёртого, был скипом команды.

## Команды
| Сезон   | Четвёртый           | Третий              | Второй              | Первый          | Турниры            |
| ------- | ------------------- | ------------------- | ------------------- | --------------- | ------------------ |
| 1974—75 | Джузеппе Даль Молин | Леоне Реццадоре     | Франко Кальдара     | Энеа Павани     | ЧМ 1975 (10 место) |
| 1975—76 | Джузеппе Даль Молин | Андреа Павани       | Энеа Павани         | Леоне Реццадоре | ЧМ 1976 (5 место)  |
| 1976—77 | Джузеппе Даль Молин | Андреа Павани       | Энеа Павани         | Giorgio Vani    | ЧЕ 1976 (8 место)  |
| 1976—77 | Джузеппе Даль Молин | Андреа Павани       | Джанкарло Вальт     | Энеа Павани     | ЧМ 1977 (7 место)  |
| 1977—78 | Джузеппе Даль Молин | Джанкарло Вальт     | Энеа Павани         | Ivo Lorenzi     | ЧЕ 1977 (4 место)  |
| 1978—79 | Джузеппе Даль Молин | Энеа Павани         | Джанкарло Вальт     | Андреа Павани   | ЧЕ 1978 (6 место)  |
| 1978—79 | Джузеппе Даль Молин | Андреа Павани       | Джанкарло Вальт     | Энеа Павани     | ЧМ 1979 (8 место)  |
| 1979—80 | Джузеппе Даль Молин | Андреа Павани       | Джанкарло Вальт     | Энеа Павани     | ЧЕ 1979            |
| 1979—80 | Андреа Павани       | Джузеппе Даль Молин | Джанкарло Вальт     | Энеа Павани     | ЧМ 1980 (7 место)  |
| 1980—81 | Андреа Павани       | Джузеппе Даль Молин | Джанкарло Вальт     | Энеа Павани     | ЧМ 1981 (7 место)  |
| 1981—82 | Джузеппе Даль Молин | Массимо Альвера     | Франко Совилла      | Claudio Alvera  | ЧЕ 1981 (8 место)  |
| 1982—83 | Массимо Альвера     | Франко Совилла      | Джузеппе Даль Молин | Стефано Морона  | ЧМ 1983 (10 место) |

(скипы выделены полужирным шрифтом)